# Phoradendron treleaseanum
Phoradendron treleaseanum är en sandelträdsväxtart som beskrevs av Standley & Steyerm.. Phoradendron treleaseanum ingår i släktet Phoradendron och familjen sandelträdsväxter. Inga underarter finns listade i Catalogue of Life.